# Sibutu Passage
De Sibutu Passage is een zeestraat in het uiterste zuidwesten van de Filipijnen. Deze straat scheidt eiland Sibutu van de overige Sulu-eilanden. De straat is zo'n 29 kilometer breed en vormt een verbinding tussen de Suluzee in het oosten en de Celebeszee in het westen. Tijdens het Laatste Glaciale Maximum vormde deze zeestraat samen met de Straat Mindoro de enige toegang tot de Suluzee, omdat de overige Filipijnse eilanden rond de zee in periode (van 26.500 tot 19.000–20.000 geleden) met elkaar verbonden waren.